# Hoplopheromerus hirtiventris
Hoplopheromerus hirtiventris là một loài ruồi trong họ Asilidae. Hoplopheromerus hirtiventris được Becker miêu tả năm 1925. Loài này phân bố ở miền Ấn Độ - Mã Lai.